# Dolichoprosopus yokohamai
Dolichoprosopus yokohamai är en skalbaggsart som först beskrevs av J. Linsley Gressitt 1937.  Dolichoprosopus yokohamai ingår i släktet Dolichoprosopus och familjen långhorningar. Inga underarter finns listade i Catalogue of Life.